# 小海海峽
53°15′00″N 107°15′01″E / 53.25°N 107.25028°E

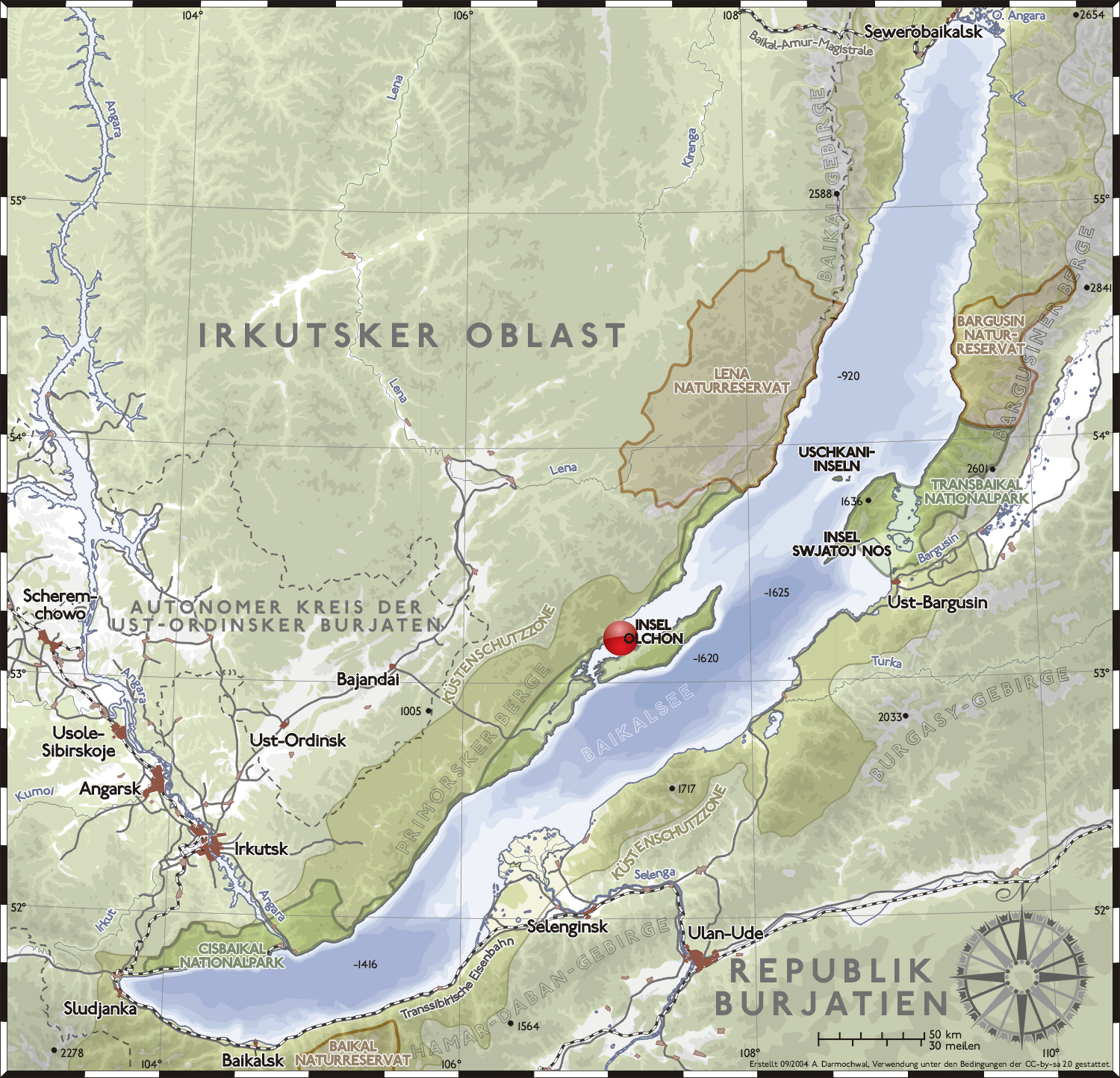

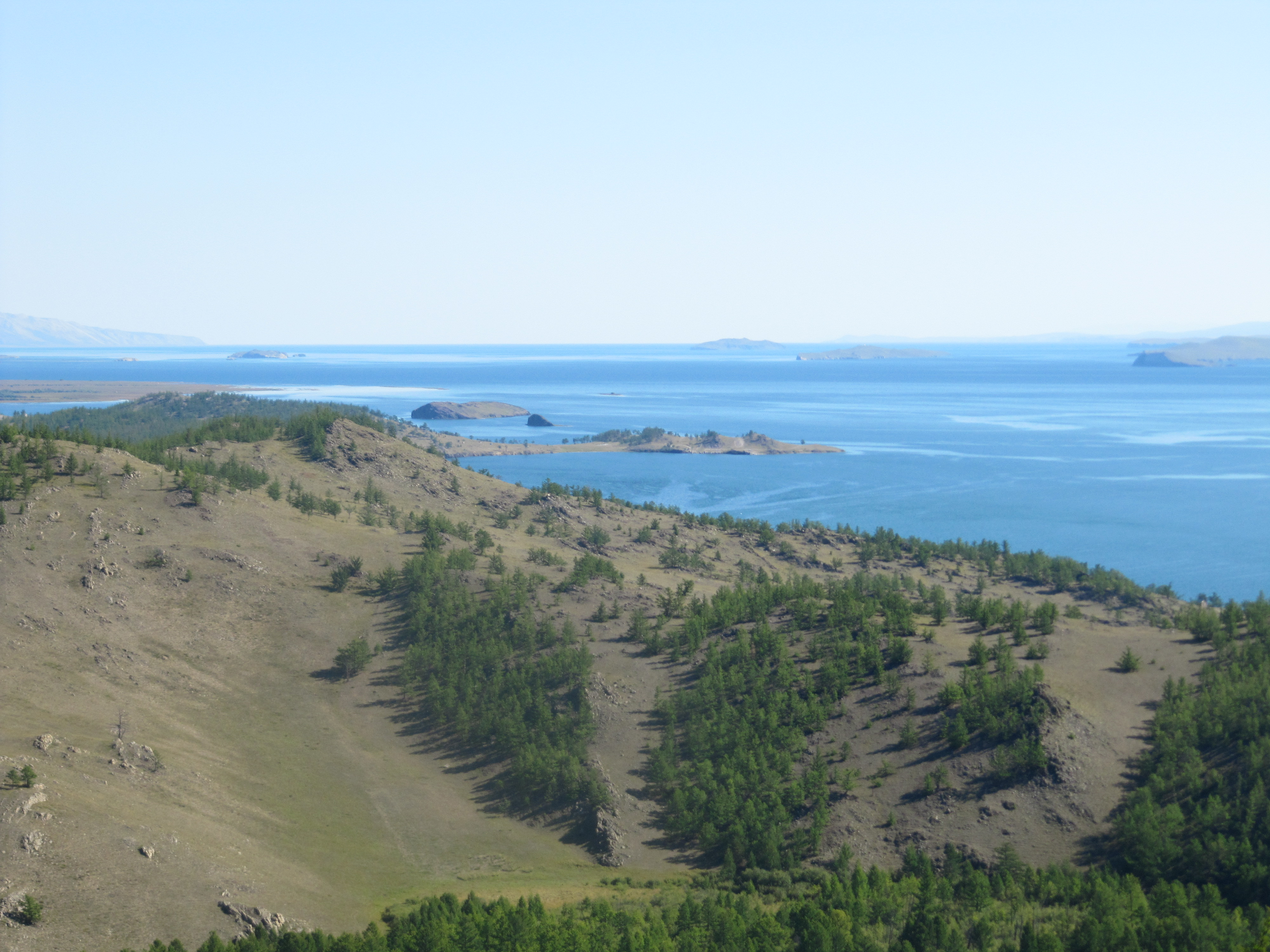

小海海峽（俄语：Малое Море），又译小莫列海峡，是俄羅斯的海峽，位於貝加爾湖，長約70公里、寬5至16公里，最大水深210米，該地區魚類資源豐富，種類包括鱘魚、鱒魚、白鮭、鱸魚等。